# Yassine Kechta
Yassine Kechta, född 25 februari 2002 i Paris, Frankrike, är en marockansk fotbollsspelare.

## Karriär
Yassine Kechta inledde sin seniorkarriär i Le Havre ACs B-lag 2019 och debuterade i dess A-lag 2021. Han har representerat Marocko på flera ungdomsnivåer sedan 2018. Han ingick i det marockanska laget som vid olympiska sommarspelen 2024 i Paris tog brons efter att Marocko besegrat Egypten i bronsmatchen.